# Civitas sine suffragio
La civitas sine suffragio (latino per "cittadinanza senza voto") era un livello di cittadinanza della Repubblica romana che garantiva tutti i diritti di cittadinanza romana, tranne il diritto di voto nelle assemblee popolari. Questo status fu all'inizio esteso ad alcune città-Stato incorporate nella Repubblica dopo lo scioglimento della Lega Latina nel 338 a.C. Divenne poi la regola romana per l'incorporazione di vari territori italici  conquistati. Un esempio è costituito da Capua (338 a.C.) e Teano (334 a.C.). Un altro esempio è quello che ci fornisce Strabone a proposito degli abitanti di Caere (Cerveteri), ed iscritti nelle "Tavole Ceretane" (nel 353 a.C.).
In questa categoria si trovavano i municipia sine suffragio, ai quali appartenevano quei popoli che avessero mostrato, almeno nei ceti dirigenti, di volersi integrare con Roma, sebbene negli strati più umili della popolazione non ci fosse ancora questa predisposizione. Questa condizione particolare «consigliava un processo di integrazione cauto e graduale». Questi nuclei cittadini non solo favorivano il controllo su genti amiche della Repubblica romana, potevano anche contribuire ad immettere nuove forze vitali nel ceto dirigente romano (nobilitas). A queste realtà locali si permetteva di avere magistrature, istituzioni e lingua nativa, quasi illudendo la popolazione di avere ancora una qualche indipendenza dal potere centrale di Roma; era concesso anche lo ius connubii, lo ius commercii e lo ius migrandi; offriva alle aristocrazie locali, seppure in modo più lento rispetto ai Latini, la possibilità di ottenere la cittadinanza cum suffragio, e di accedere quindi alle cariche pubbliche ed entrare in senato. E se le varie amministrazioni cittadine erano sufficientemente autonome e gli affari interni erano curati dai magistrati locali, le questioni di ordine giudiziario erano invece demandate ad un praefectus iuri dicundo nominato a Roma dal praetor urbanus. Vero è che non tutti i municipi erano poi sede di un prefetto; capitava spesso che più città fossero riunite sotto la giurisdizione di un solo responsabile (il praefecus) e che, pertanto, risiedesse in una sola di queste, al centro di un'area giurisdizionale chiamata praefectura.
In quest'ultima categoria rientravano i centri di Caere (Cerveteri), i Volsci di Arpino, Privernum, Trebula Suffenas, Fabrateria Vetus, Aquinum e Casinum, gli Equicoli, le città di Fundi, Formiae, Capua e i Campani, Cuma, Suessula, Acerra, Cures Sabini e Praetut.